# Mirosław Wodzyński
Mirosław Zenon Wodzyński (Polonia, 13 de julio de 1951) fue un atleta polaco especializado en la prueba de 110 m vallas, en la que consiguió ser subcampeón europeo en 1974.

## Carrera deportiva
En el Campeonato Europeo de Atletismo de 1974 ganó la medalla de plata en los 110 m vallas, corriéndolos en un tiempo de 13.67 segundos, llegando tras el francés Guy Drut que con 13.40 s batió el récord de los campeonatos, y por delante de su paisano polaco Leszek Wodzyński (bronce).